# Prostheclina pallida
Prostheclina pallida là một loài nhện trong họ Salticidae.
Loài này thuộc chi Prostheclina. Prostheclina pallida được Eugen von Keyserling miêu tả năm 1882.